# Geoglossum alveolatum
Geoglossum alveolatum är en svampart som först beskrevs av E.J. Durand ex Rehm, och fick sitt nu gällande namn av E.J. Durand 1908. Geoglossum alveolatum ingår i släktet Geoglossum och familjen Geoglossaceae.   Inga underarter finns listade i Catalogue of Life.